# Spun
Spun è un film del 2002, diretto da Jonas Åkerlund. Nel film, che ha ottenuto 2 Nomination ai Golden Trailer Awards, è palese l'intenzione di voler rendere omaggio al film Pink Flamingos, che viene citato in innumerevoli scene.

## Trama
Il film si apre con Ross, un ragazzo apparentemente normale, che va a casa di un certo Spider Mike, ovvero uno spacciatore di metanfetamine piuttosto agitato e fuori di testa. Quando Ross entra nella casa di Spider quest'ultimo gli dice che ha perso la Meth e che dovrà andare a recuperarla. Nel frattempo all' interno della casa, Ross conosce Nikki, una ragazza tossicodipendente con cui fa amicizia. Spider Mike torna a casa a mani vuote e non riuscendo a trovare la Meth, Cookie, ovvero la ragazza di Spider Mike si innervosisce perché non è la prima volta che gli capita di perdere la "roba". Nel momento in cui i due litigano animatamente, Nikki decide di chiamare il suo fidanzato per dirgli che c'è un ragazzo che ha una macchina e che quindi può riportarla a casa. A questo punto Nikki porta Ross a incontrare il suo ragazzo, "The Cook", che fornisce a Spider Mike la droga da un laboratorio di metanfetamine che ha allestito in una stanza di motel. Il cuoco dà una piccola quantità di metanfetamine a Ross in cambio di aver portato Nikki a casa, e dice che si metterà in contatto con Ross se avrà bisogno di un autista.
Tornato al suo appartamento, Ross riceve messaggi da sua madre e dalla sua ex ragazza, Amy, che gli augurano un felice compleanno. Ross, supponendo che Amy lo ami ancora, la chiama sporadicamente e lascia messaggi sulla sua segreteria telefonica. Poi va allo strip club locale mentre è ubriaco, provocando un'intensa allucinazione pornografica. Porta April, una delle ballerine con cui ha una relazione, a casa e fa sesso con lei in una varietà di posizioni, l'ultima delle quali la lascia legata al letto, nuda e completamente distesa. Mentre finiscono, il cuoco chiama per un'emergenza riguardante il cane di Nikki, Taco, che deve essere portato dal veterinario. April gli dice di slegarla ma Ross, ancora fatto, chiude gli occhi e la bocca di April con del nastro adesivo per tenerla tranquilla e la lascia legata al letto, mettendo della musica Heavy Metal ad altissimo volume per coprire le sue urla imbavagliate. Altrove, due poliziotti che lavorano con una troupe televisiva, fanno irruzione nella roulotte dove vive Frisbee , un altro dei clienti di Spider Mike, credendo falsamente che lì si trovi un laboratorio di metanfetamine. Prendono in custodia Frisbee e sua madre in sovrappeso e lo minacciano di aiutarli in un'operazione antidroga contro Spider Mike.
Dopo aver portato il cuoco in giro per la città a comprare pillole di efedrina, birra e materiale pornografico, Ross torna nel suo appartamento per scusarsi con l'indifesa April. Il cuoco ordina a una prostituta di andare nella sua stanza di motel, ma quando lei si presenta, lui e Nikki litigano e si lasciano. Nikki chiama Ross e gli chiede di portarla alla stazione degli autobus in modo che possa tornare a Las Vegas. Ross è d'accordo, lasciando April ancora legata al letto. Mentre Ross e Nikki sono fuori, Frisbee, che ora indossa un microfono, fa visita a Spider Mike per comprare della metanfetamina in modo che i poliziotti possano arrestarlo. Quando entra, Cookie tenta di sedurlo come vendetta per Spider Mike utilizzando una linea telefonica sessuale, ma trova il filo. Quando i poliziotti irrompono, un furioso Spider Mike spara a Frisbee nei testicoli; Spider Mike e Cookie vengono entrambi arrestati e Frisbee viene portato in ospedale. Dopo che Ross e Nikki tornano al suo appartamento e scoprono che April se n'è andata salvata dalla sua vicina lesbica, Ross finalmente accompagna Nikki alla stazione degli autobus, dove condividono un bacio e sperano di riunirsi se mai andrà a casa sua.
Nel frattempo, il laboratorio di metanfetamine del cuoco prende fuoco e distrugge la stanza del motel; fugge al negozio di film per adulti, dove viene arrestato dopo che il proprietario ha chiamato la polizia. Una volta che il cuoco ha pagato la cauzione, chiama Ross chiedendo un passaggio a casa di un altro spacciatore in città ovvero "The Man", cosa che Ross accetta di fare in modo da poter vedere Amy, che vive anche lei in città. Lo spacciatore fornisce al cuoco contanti, un po' di metanfetamina e l'attrezzatura per avviare un nuovo laboratorio. Il cuoco promette a Ross sei mesi di metanfetamina in cambio del suo autista; è d'accordo a condizione che possa prima vedere Amy. Amy, che ha rimesso insieme la sua vita, non vuole più avere niente a che fare con lui dopo aver visto che fa ancora uso di droghe e può darle solo $ 100 dei $ 450 che le deve. Mentre tutti gli altri personaggi vanno a dormire, il cuoco accompagna un Ross depresso in una vecchia roulotte in campagna. Ross fa un pisolino nella sua macchina mentre il cuoco allestisce un nuovo laboratorio nella roulotte, solo per far esplodere se stesso e il laboratorio.

## Produzione
Il film, il cui titolo provvisorio era The Cook, è stato girato con Arriflex SR 3. Durante le riprese sono stati girati 2772 m di pellicola in 16 mm.

## Cast
Rob Halford interpreta il ruolo di gestore di un pornoshop, nel quale entrano Ross e il Cuoco per comprare un film. Nella pellicola appare in un cameo Billy Corgan, autore anche della colonna sonora con gli Zwan, Rob Halford dei Judas Priest, e Debbie Harry.